# ジュディス・アンダーソン
ジュディス・アンダーソン（Judith Anderson、1897年2月10日 - 1992年1月3日）は、オーストラリア・アデレード出身で主にアメリカ合衆国で活動した女優。デイム・ジュディス・アンダーソン (Dame Judth Anderson, AC DBE)と表記されることもある。
アルフレッド・ヒッチコック監督のアカデミー作品賞受賞作『レベッカ』のダンヴァース夫人役（アカデミー助演女優賞ノミネート）で知られる名女優。
舞台で活躍し、特にシェイクスピアの『マクベス』で演じたマクベス夫人は当たり役。また『マクベス』のテレビドラマ化に際して2度マクベス夫人を演じ、どちらもプライムタイム・エミー賞主演女優賞（ミニシリーズ/テレビ映画部門）を受賞している。

## 略歴
1897年にオーストラリア・アデレードで生まれる。本名フランシス・マーガレット・アンダーソン＝アンダーソン、父はジェームズ、母はジェシー・マーガレット。
1915年にシドニーの舞台でプロデビュー。当時の芸名はフランシー・アンダーソン。その後、周りのアメリカ人俳優たちの勧めもあり、カリフォルニアに渡るが失敗。1918年にニューヨークに渡り、小劇場の舞台に立った後、1922年にフランシス・アンダーソンの名前でブロードウェイデビュー。その1年後、芸名をジュディス・アンダーソンに変える。以降はブロードウェイで活躍、1930年代には最も偉大な舞台女優の1人としてブロードウェイを代表するスターとなる。
1933年の『濡れた拳銃(コルト)』で映画デビューするが、その後も活動の中心は舞台であり、映画には出演しなかった。
1937年にカリフォルニア大学バークレー校教授ベンジャミン・ハリソン・レーマンと結婚するが1939年に離婚。
1940年に7年ぶりに出演した映画『レベッカ』で第13回アカデミー賞助演女優賞にノミネート。以降は映画にも出演するようになる。
1946年に演劇プロデューサー、ルーサー・グリーンと結婚するが1951年に離婚。
1947年から上演された舞台『メディア』で1948年のトニー賞演劇主演女優賞を受賞。
1950年代以降はテレビドラマにも出演。1954年のテレビ映画『マクベス』でプライムタイム・エミー賞主演女優賞（ミニシリーズ/テレビ映画部門）受賞。
1960年に大英帝国勲章デイム・コマンダー（DBE）を受章。1960年のテレビ映画『マクベス』で2度目となるプライムタイム・エミー賞主演女優賞（ミニシリーズ/テレビ映画部門）を受賞。1991年にオーストラリア勲章コンパニオンを受章。
1992年に肺炎で死去。

## 主な出演作品
| 公開年    | 邦題 原題                                                                       | 役名                       | 備考                               |
| --------- | ------------------------------------------------------------------------------- | -------------------------- | ---------------------------------- |
| 1933      | 濡れた拳銃(コルト) Blood Money                                                  | ルディ・ダーリング         |                                    |
| 1940      | レベッカ Rebecca                                                                | ダンヴァース夫人           |                                    |
| 1940      | フォーティ・リトル・マザーズ Forty Little Mothers                               | マダム・グランヴィル       |                                    |
| 1941      | レディ・スカーフェイス Lady Scarface                                            | スレイド                   |                                    |
| 1942      | 嵐の青春 Kings Row                                                              | ハリエット・ゴードン       |                                    |
| 1943      | 暴力に挑む男 Edge of Darkness                                                   | Gerd Bjarnesen             |                                    |
| 1944      | ローラ殺人事件 Laura                                                            | アン                       |                                    |
| 1945      | そして誰もいなくなった And Then There Were None                                 | エミリー・ブレント         |                                    |
| 1946      | ジャン・ルノワールの小間使の日記 The Diary of a Chambermaid                     | ランレール夫人             |                                    |
| 1946      | 呪いの血/マーサの奇妙な愛情 The Strange Love of Martha Ivers                    | アイヴァース夫人           |                                    |
| 1947      | 追跡 Pursued                                                                    | カラム夫人                 |                                    |
| 1947      | 赤い家 The Red House                                                            | エレン・モーガン           |                                    |
| 1947      | タイクーン Tycoon                                                               | Miss Braithwaite           |                                    |
| 1950      | 復讐の荒野 The Furies                                                           | フロー・バーネット         |                                    |
| 1953      | 情炎の女サロメ Salome                                                           | ヘロディア                 |                                    |
| 1956      | 十戒 The Ten Commandments                                                       | メムネット                 |                                    |
| 1958      | 熱いトタン屋根の猫 Cat on a Hot Tin Roof                                        | ビッグ・ママ               |                                    |
| 1960      | 底抜けシンデレラ野郎 Cinderfella                                                |                            |                                    |
| 1961      | ラブ・ハント講座 Don't Bother to Knock                                          | マギー                     |                                    |
| 1964      | シェラ・デ・コブレの幽霊 The Ghost of Sierra de Cobre                           | ポーリナ                   | テレビ映画                         |
| 1970      | 馬と呼ばれた男 A Man Called Horse                                               | バッファロー・カウ・ヘッド |                                    |
| 1984      | スタートレックIII ミスター・スポックを探せ! Star Trek III: The Search for Spock | バルカン高僧               |                                    |
| 1984-1987 | Santa Barbara                                                                   | ミンクス・ロックリッジ     | テレビシリーズ、60エピソードに出演 |